# Naprostý zabiják
Naprostý zabiják (v anglickém originále Totally Killer) je americká slasherová filmová komedie z roku 2023, kterou režírovala Nahnatchka Khan podle scénáře Davida Matalona, Sashy Perl-Raver a Jen D'Angelo a scénáře Matalona a Perl-Raver. Snímek produkoval Jason Blum pod svou hlavičkou Blumhouse Television a Adam Hendricks a Greg Gilreath pod hlavičkou Divide/Conquer, hrají v něm Kiernan Shipka, Olivia Holt a Julie Bowen. Příběh vypráví o Jamie (Shipka), která se poté, co její matku zavraždí stejný vrah, který vraždil o více než 30 let dříve, vydává zpět v čase do roku 1987, kde se spojí se svou matkou, aby vraha dopadla během jeho původního řádění a vrátila se do své časové linie dříve, než bude navždy uvězněna v minulosti.
Film měl premiéru na festivalu Fantastic Fest 28. září 2023 a 6. října 2023 byl vydán na streamovací platformě Amazon Prime Video.

## Děj
V malém městě Vernon byly v říjnu 1987 během svých 16. narozenin ubodány tři dívky – Tiffany, Marisa a Heather. Vrah, přezdívaný Sweet 16 Killer, každou z nich pobodal 16krát.
V roce 2023 jde teenagerka Jamie Hughes na koncert se svou kamarádkou Amelií, zatímco její matka Pam zůstává doma. Pam byla kdysi přítelkyní tří zavražděných dívek. V noci ji však zabije Sweet 16 Killer. Jamie, zdrcená její smrtí, pomáhá Amelii dokončit školní projekt – stroj času. Když ji později vrah pronásleduje, Jamie se do stroje schová a je přenesena do roku 1987. Rozhodne se vraždy zastavit a tím zachránit matku.
Ve škole se Jamie vydává za studentku z Kanady a zjišťuje, že Pam a její kamarádky byly oblíbené, ale chovaly se krutě. Jamie se postupně sblíží s mladou Pam a přesvědčí její skupinu, aby odjela z města. Bohužel se ocitnou v chatě, kde měla být zabita Marisa – v této nové linii je ale zavražděna Heather.
Na Halloween se skupina vrací do zábavního parku, kde Lauren, budoucí matka Amelie, připravuje nový stroj času. Jamie a ostatní nalákají vraha do strašidelného domu, kde ho Kara, budoucí šerifka, zabije. Vrah je odhalen jako Doug, který vraždil z pomsty kvůli smrti své přítelkyně Trish. Marisa přizná, že ji s Tiffany a Heather opily a nechaly řídit – Trish při nehodě zemřela. Pam u toho tehdy nebyla.
Pak se objeví druhý vrah a zabije Marisu. Ukáže se, že jde o Chrise z přítomnosti, který zabil Pam, zfalšoval vzkaz a chtěl zvýšit sledovanost svého podcastu. Jamie s ním bojuje ve stroji času, kde ho zabije.
Jamie se vrací do přítomnosti, kde Pam stále žije. V důsledku změny minulosti má Jamie nyní staršího bratra a nové jméno – Colette. Lauren jí předává zápisník s informacemi o změněné realitě: Pam a Lauren jsou nejlepší kamarádky, její nový bratr má dítě a manžela, Kara se stala šerifkou a Chris, traumatizovaný z událostí, odešel do kláštera v Indii.